# André Gedalge
André Gedalge (27. prosince 1856 Paříž – 5. února 1926 Chessy, Seine-et-Marne) byl francouzský hudební skladatel a pedagog židovského původu.

## Život
Narodil se 27. prosince 1856 v Paříži, kde neejprve pracoval jako knihkupec a editor zaměřený na dárkové knihy pro veřejné školy (Livres de prix). Vydával zejména knihy Marie Laubotové a Edmonda Abouta v knižnici Librairie Gedalge.
Teprve v roce 1886, ve věku 28 let, vstoupil na Pařížskou konzervatoř a ještě téhož roku získal druhé místo v soutěži o Římskou cenu za svou kantátu La Vision de Saul. Studoval kontrapunkt u Ernesta Guirauda, který byl rovněž učitelem Julese Masseneta.
V roce 1905 byl jmenován profesorem fugy a kontrapunktu na Pařížské konzervatoři. Z jeho žáků se proslavili zejména André Bloch, George Enescu, Arthur Honegger, Charles Koechlin, Darius Milhaud, Maurice Ravel a další.
Působil také jako inspektor provinčních konzervatoří. V letech před první světovou válkou byl starostou v Chessy, Seine-et-Marne, kde také 5. února 1926 zemřel a je pochován.

## Dílo
V roce 1895 byla jeho opera Pris au Piège odměněna cenou Prix Cressant. V červnu roku 1900 uvedla Théâtre national de l'Opéra-Comique jeho balet Phœbé. Z dalších jeho skladeb je významný kvartet Quatuor d'archet, sbírka melodií les Vaux de Vire a četné dětské písně. Zkomponoval rovněž 3 symfonie. Jeho třetí symfonie F-dur spolu s klavírním koncertem z roku 1899 byly považovány za mistrovská díla francouzské hudby.
Nejvíce ceněna je však jeho práce na poli pedagogickém. Nejdůležitějším dílem je učebnice kompozice fugy Traité de la fugue, která je dodnes používána. Na základě svých zkušeností jako inspektora konzervatoří vydal v roce 1922 knihu l'Enseignement de la Musique par l'éducation de l'oreille (Vyučování hudbě prostřednictvím výcviku sluchu).